# Don Juan DeMarco
Don Juan DeMarco är en amerikansk romantisk dramakomedifilm från 1995 i regi av Jeremy Leven. I huvudrollerna ses Marlon Brando, Johnny Depp, Faye Dunaway och Géraldine Pailhas.

## Handling
Den legendariska älskaren Don Juan (Johnny Depp) hamnar på ett mentalsjukhus, där träffar han psykiatrikern Dr. Jack Mickler (Marlon Brando). Under vistelsen på mentalsjukhuset berättar Don Juan sin livshistoria för Dr. Mickler, hans kvinnor, hans äventyr och om sin enda sanna kärlek. Vem är det egentligen som behöver behandling och vägledning, patienten eller läkaren?

## Rollista
| Marlon Brando       | – Dr. Jack Mickler    |
| Johnny Depp         | – Don Juan            |
| Faye Dunaway        | – Marilyn Mickler     |
| Géraldine Pailhas   | – Doña Ana            |
| Bob Dishy           | – Dr. Paul Showalter  |
| Rachel Ticotin      | – Doña Inez           |
| Talisa Soto         | – Doña Julia          |
| Marita Geraghty     | – Woman in Restaurant |
| Richard C. Sarafian | – Detective Sy Tobias |